# SV Spielberg
SV Spielberg (officieel: Sportverein Spielberg 1920 e. V.) is een voetbalclub uit de wijk Spielberg van de Duitse stad Karlsbad. De wedstrijden worden sinds 2015 gespeeld in het stadion Bechtle Stadion am Talberg.

## Geschiedenis
SV Spielberg is opgericht in mei 1920 De eerste 40 jaren uit de clubhistorie speelde de club voornamelijk op amateurniveau. Van 1933 tot 1945 was de club verboden.
In het seizoen 2014/15 is de club gepromoveerd naar de Regionalliga Südwest. Na één seizoen degradeerde de club.
VfB Bretten ·
1. FC Bruchsal · 
VfB Eppingen ·
FV Fortuna Heddesheim ·
VfR Gommersbach ·
SG HD Kirchheim ·
SV Waldhof Mannheim II ·
1. FC Mühlhausen ·
SpVgg Neckarelz ·
GU Türkische SV Pforzheimn ·
TSV 05 Reichenbach ·
SV Spielberg ·
FC Astoria Walldorf II ·
TSG Weinheim ·
DJK FC Ziegelhausen-Peterstal ·
FC Zuzenhausen